# جوزيبي دي جياكومو
جوزيبي دي جياكومو (بالإيطالية: Giuseppe Di Giacomo)‏ هو كاتب مقالات وفيلسوف إيطالي، ولد في 1945 في أفولا في إيطاليا.